# FC Khimik Dzerzhinsk
El FC Khimik Dzerzhinsk (en ruso: ФК «Химик» Дзержинск) es un club de fútbol ruso de la ciudad de Dzerzhinsk, fundado en 1946. El club disputa sus partidos como local en el estadio Khimik y juega en la Segunda División de Rusia, el tercer nivel en el sistema de ligas ruso.
El nombre del equipo, Khimik (en español: químico) se debe a los patrocinadores químicos del club de Dzerzhinsk, ciudad que es un centro importante de la industria química de Rusia. En el club comenzaron su carrera profesional futbolistas como Dmitri Chéryshev y Valeri Popovich.

## Historia
El primer equipo profesional fue creado en Dzerzhinsk en 1946. En el mismo año, el equipo jugó en el tercer grupo del Campeonato de la Rusia Soviética. Bajo el título de Komanda goroda Dzerzhinska ("Equipo de Dzerzhinsk"), el equipo ascendió al segundo grupo de la Primera Liga Soviética (segunda división). Sin embargo, por razones desconocidas, se disolvió a principios de 1950. Diez años más tarde, en 1960, en Dzerzhinsk se tratóde crear un equipo sobre una base departamental de la planta «Zarya» del mismo nombre. Sólo una temporada después, cuando acabó en 12º lugar, el club se disolvió "debido a bajos logros en el deporte".
Pero un año más tarde, en 1962 las plantas de Dzerzhinsk «Volna» y «Zhirnykh spirtov», decidieron establecer un equipo profesional, el Volna. Bajo este título, el equipo compitió bien en la segunda división 1962-63. Al final de la segunda temporada, los fundadores del equipo, las fábricas «Volna» y «Zhirnykh spirtov» se fusionaron en «Orgsteklo», que se convirtió en uno de los patrocinadores del equipo reformado, que en este caso, cambió el nombre a Khimik ("químico").
Así, en 1964 en la segunda liga del campeonato de la URSS por primera vez asistió el Khimik. Ya era un equipo verdaderamente profesional, encabezado por el fundador principal, de planta «Orgsteklo» y con pleno apoyo del Comité Ejecutivo y otras empresas industriales. Desde 1964 el equipo cambió su nombre no sólo en el 2001 - 2002 a su nombre ha sido añadido al nombre del patrocinador general - «Sibur».
Al final de la temporada 2002 el Khimik perdió la financiación, fue expulsado de la Liga de Fútbol Profesional y perdió la condición de club de fútbol profesional. En 2003-2007, el Khimik Dzerzhinsky jugó en la tercera división. Sin embargo, en agosto de 2007, el Khimik  ganó la copa MFS Volga (Unión de Fútbol Interregional del Volga) y se llevó el primer lugar en el campeonato, ganando el derecho a jugar en 2008 en la segunda división.

### Historial de nombres
- 1946: FC Azot Dzerzhinsk
- 1947-1948: FC Khimik Dzerzhinsk
- 1949-1959: FC Zavod im. Sverdlova Dzerzhinsk
- 1960-1961: FC Zarya Dzerzhinsk
- 1962-1963: FC Volna Dzerzhinsk
- 1964-2000: FC Khimik Dzerzhinsk
- 2001-2002: FC Sibur-Khimik Dzerzhinsk
- 2003–presente: FC Khimik Dzerzhinsk